# IKAROS

IKAROS (англ. Interplanetary Kite-craft Accelerated by Radiation Of the Sun) — японський космічний апарат з сонячним вітрилом. Створений Японським агентством аерокосмічних досліджень. Запуск відбувся 21 травня 2010 в 6:58 за місцевим часом з японського космодрому Танегасіма разом з апаратом для дослідження клімату Венери PLANET-C. Задача супутника — випробовування сонячного вітрила як можливого транспортного засобу для міжпланетних польотів.
Розкриття сонячного вітрила почалося 3 червня 2010 року, а 10 червня успішно завершено. Всі 200 м² ультратонкого полотна розкрилися успішно, а тонкоплівкові сонячні батареї почали продукувати електрику.

## Конструкція

### Сонячне вітрило
Сонячне вітрило виготовлене з поліамідної плівки товщиною 7,5 мкм. Конструкція має 4 пелюстки трапецієподібної форми. Всередині пелюсток вмонтовані сонячні батареї та сонячне кермо. У розкритому вигляді IKAROS — квадрат зі стороною 14 м.

## Перспектива
Планується до кінця 2010 року запуск ще одного космічного апарата з сонячним вітрилом (50х50 м). На апарат планують встановити електрореактивний двигун.